# Hydrillodes abavalis
Hydrillodes abavalis är en fjärilsart som beskrevs av Walker 1859. Hydrillodes abavalis ingår i släktet Hydrillodes och familjen nattflyn. Inga underarter finns listade i Catalogue of Life.